# مارلين بورينج
مارلين بورينج (ولدت في 13 أبريل 1949) شاعرة كندية،  روائية وكاتبة مسرحية. بالإضافة إلى العديد من روايات المغامرات والعديد من كتب الشعر،كما قامت بورينج أيضا بكتابة عدد من الأعمال الدرامية ونص كتابي.

## الحياة السابقة
وُلدت بورينج في وينيبيغ، مانيتوبا، ونشأت في فيكتوريا، كولومبيا البريطانية ودرست اللغة الإنجليزية في جامعة فيكتوريا وتخرجت بدرجة الماجستير في الآداب.

## الحياة المهنية
في عام 1987، كتبت بورينج كتابًا من المونولوجات الشعرية بعنوان يمكن لأي شخص أن يرى أني أحبك، والذي تم تعديله لاحقًا كدراما إذاعية. في عام 1998 كتبت قصة مغامرة بعنوان عوالم مرئية، والتي لاقت تقييمات إيجابية. 
في عام 2012، تم نشر كتابها الشعري روح الفم.
في عام 2013، عملت بورينج مع الملحن جافين بريارس لإنشاء نص مسرحي لأوبرا الغرفة، مارلين للأبد، حول مارلين مونرو. 

## الشخصية
تعيش بورينج في سوك، كولومبيا البريطانية؛ متزوجة ولديها ابنة واحدة.

## فهرس

### الروايات
- عاد جميع الزوار - 1979
- لجميع الظهورات سيدة - 1989
- عوالم مرئية - 1997
- حج القط - 2004
- ما الذي يتطلبه أن تكون إنسانًا - 2007

### الشعر
- تحرير نيوفاوندلاند - 1973
- من ضاع - 1976
- غرفة القتل - 1977
- كتاب الزجاج 1978
- النوم مع الحملان - 1980
- إعادة الماس - 1982
- الأحد قبل الشتاء - 1984
- كان الجد جنديا - 1987
- أي شخص يستطيع رؤيتي أحبك - 1987
- دعوة إلى كل العالم - 1989
- الحب كما هو - 1993
- السيرة الذاتية - 1996
- الأجسام البشرية: قصائد مجمعة 1987-1999-1999
- كيمياء السعادة - 2003
- أخضر - 2007
- روح الفم - 2012
- العتبة - 2015

### الآخر
- أصوات عديدة، مختارات من الشعر الهندي الكندي المعاصر، شارك في تحريرها د. داي. - 1977
- في شكل جيد: الكتاب الكندي لشعر النموذج، تحرير كيت برايد وساندي شريف - 2005

### الدراما
- أي شخص يستطيع رؤيتي أحبك - 1988
- هاجيماري نو هاجيماري، أربع أساطير عن حافة المحيط الهادئ - 1986
- معبد النجوم - 1996

### المذياع
- كان الجد جنديا - 1983
- أي شخص يستطيع رؤيتي أحبك - 1986
- لايكا وفولتشاكوف، رحلة في الزمان والمكان - 1987
- رحيل بارد، ارتباط جورج ساند وفريدريك شوبان - 1989

## الجوائز
- جائزة المجلة الوطنية للشعر الذهبية 1978
- رشحت لجائزة الحاكم العام 1984 ( الأحد قبل الشتاء )
- جائزة المجلة الوطنية للشعر الفضية 1989
- جائزة القصيدة الطويلة، مراجعة الملاحات، 1994
- جائزة بات لوثر للشعر، 1997 ( السيرة الذاتية ).
- رشحت لجائزة الحاكم العام 1997 ( السيرة الذاتية )
- رشحت لجائزة الشعر دوروثي ليفساي عام 1997 ( السيرة الذاتية )
- جائزة إثيل ويلسون للرواية، 1998 ( عوالم مرئية )
- القائمة المختصرة لجائزة أورانج، 1999 ( العوالم المرئية )
- القائمة المختصرة لجائزة دوروثي لايفساي للشعر، 2004 ( كيمياء السعادة )
- القائمة المختصرة لجائزة رواية اثيل ويلسون لعام 2007 ( ما يلزم ليكون إنسانًا )

## الروابط الخارجية
- مارلين بورينغ
- مارلين بورينغ في جامعة فيكتوريا، مجموعات خاصة
- محفوظات مارلين بورينغ (مارلين بورينغ فون، R15614) محفوظة في مكتبة ومحفوظات كندا